# Netherlands Tri-Nation Series 2018
Die Netherlands Tri-Nation Series 2018 war ein Drei-Nationen-Turnier, das vom 12. bis zum 20. Juni 2018 in den Niederlanden im Twenty20-Cricket ausgetragen wurde. Bei dem zur internationalen Cricket-Saison 2018 gehörenden Turnier nahmen neben dem Gastgeber die Mannschaften aus Irland und Schottland teil. Das Turnier wurde durch Schottland gewonnen.

## Vorgeschichte
Irland bestritt zuvor seinen ersten Test gegen Pakistan, für die Niederlande und Schottland ist es die erste Tour der Saison.

## Format
In einer Gruppe spielt jede Mannschaft gegen jede zwei Mal. Für einen Sieg gibt es zwei, für ein Unentschieden oder No Result einen Punkt. Der Gruppensieger ist der Sieger des Turniers.

## Stadion
| Stadion                     | Stadt      | Kapazität | Spiele        |
| --------------------------- | ---------- | --------- | ------------- |
| VRA Cricket Ground          | Amstelveen | 4.500     | 5. & 6. Spiel |
| Sportpark Het Schootsveld   | Deventer   |           | 3. & 4 Spiel  |
| Sportpark Laag Zestienhoven | Rotterdam  |           | 1. & 2. Spiel |

## Kaderlisten
Schottland benannte seinen Kader am 5. Juni 2018.
Die Niederlande benannten ihren Kader am 7. Juni 2018.
| Twenty20 | Twenty20 | Twenty20 |
| Niederlande | Irland | Schottland |
| --- | --- | --- |
| - Pieter Seelaar (K) - Wesley Barresi - Ben Cooper - Scott Edwards - Quirijn Gunning - Fred Klaassen - Bas de Leede - Max O’Dowd - Shane Snater - Ryan ten Doeschate - Timm van der Gugten - Paul van Meekeren - Roelof van der Merwe - Tobias Visee - Saqib Zulfiqar - Sikander Zulfiqar | - Gary Wilson (K) - Andrew Balbirnie - Peter Chase - George Dockrell - Barry McCarthy - Kevin O’Brien - William Porterfield - Stuart Poynter - Boyd Rankin - James Shannon - Simi Singh - Paul Stirling - Stuart Thompson - Craig Young | - Kyle Coetzer (K) - Richie Berrington (VK) - Dylan Budge - Matthew Cross - Alasdair Evans - Michael Leask - Calum MacLeod - George Munsey - Safyaan Sharif - Chris Sole - Hamza Tahir - Craig Wallace (wk) - Mark Watt - Brad Wheal - Stuart Whittingham |

## Spiele
Tabelle
| Teams       | Sp. | S | N | U | R | NR | BP | Punkte | NRR    |
| ----------- | --- | - | - | - | - | -- | -- | ------ | ------ |
| Schottland  | 4   | 2 | 1 | 1 | 0 | 0  | 0  | 5      | +1.148 |
| Niederlande | 4   | 2 | 2 | 0 | 0 | 0  | 0  | 4      | −1.553 |
| Irland      | 4   | 1 | 2 | 1 | 0 | 0  | 0  | 3      | +0.410 |

Sieg: 2 Punkte; Remis: 1 Punkte
Spiele
| 12. Juni Scorecard | Rotterdam | Niederlande 144 (19.5)         | – | Irland 140-8 (20) |
|                    |           | Niederlande gewinnt mit 4 Runs |   |                   |

| 13. Juni Scorecard | Rotterdam | Irland 158-6 (20)                 | – | Niederlande 159-6 (19) |
|                    |           | Niederlande gewinnt mit 4 Wickets |   |                        |

| 16. Juni Scorecard | Deventer | Irland 205-5 (20)          | – | Schottland 159-5 (20) |
|                    |          | Irland gewinnt mit 46 Runs |   |                       |

| 17. Juni Scorecard | Deventer | Schottland 185-4 (20) | – | Irland 185-6 (20) |
|                    |          | Unentschieden         |   |                   |

Das Spiel war das erste Twenty20 International, das bei einem Unentschieden nicht durch eine Entscheidungsmethode wie das Super Over entschieden wurde. Grund dafür war eine Fehlinterpretation der Regeln durch die Referees, wie der Weltverband International Cricket Council abschließend feststellte.
| 19. Juni Scorecard | Amstelveen | Niederlande 160-6 (20)           | – | Schottland 161-3 (17.4) |
|                    |            | Schottland gewinnt mit 7 Wickets |   |                         |

| 20. Juni Scorecard | Amstelveen | Schottland 221-3 (20)           | – | Niederlande 106 (14) |
|                    |            | Schottland gewinnt mit 115 Runs |   |                      |